# ÖFB-Cup 2015-2016
La ÖFB-Cup 2015-2016, ufficialmente ÖFB-Samsung-Cup per motivi di sponsor, è stata la 81ª edizione della coppa nazionale di calcio austriaca. Iniziata il 17 luglio 2015, si è conclusa con la finale del 19 maggio 2016.
Il Salisburgo si è confermata squadra detentrice del trofeo, vincendo il titolo per la quarta volta nella sua storia.

## Formula
La competizione vede al via 64 formazioni, così suddivise: le 10 squadre di Bundesliga, 9 delle 10 formazioni di Erste Liga, 30 delle 48 squadre di Regionalliga e 15 club provenienti dai campionati regionali, fra i quali i 9 vincitori delle coppe regionali della stagione 2014-2015. Le squadre riserva non possono prendere parte alla ÖFB-Cup ed è per questo motivo che il Liefering, benché iscritto al campionato di Erste Liga e formalmente "indipendente", essendo sotto il controllo della Red Bull, è stato escluso dalla coppa in quanto considerato dalla federazione alla stregua di un'emanazione diretta del Salisburgo.
Tutte le 64 squadre entrano in gioco nel primo turno e la competizione si articola su turni ad eliminazione diretta con gare di sola andata. Nel caso di un pareggio, vengono disputati i tempi supplementari e, persistendo il punteggio di parità, si procede alla battuta dei tiri di rigore.
La vincitrice dell'ÖFB-Cup 2015-2016 potrà partecipare all'Europa League 2016-2017, partendo dal terzo turno preliminare. Se la stessa squadra ottenesse anche il titolo di campione d'Austria e, quindi, il diritto a partecipare alla Champions League, il posto in Europa League sarebbe preso dalla finalista perdente e, se anche questa squadra risultasse già qualificata all'Europa League via campionato, l'ultimo posto disponibile per la competizione verrebbe assegnato alla 4ª classificata della Bundesliga.

## Primo turno
| Squadra 1             | Risultato       | Squadra 2           |
| --------------------- | --------------- | ------------------- |
| 17 luglio 2015        |                 |                     |
| First Vienna          | 0 – 1           | Wiener Neustadt     |
| Völkermarkter         | 2 – 2 (1-2 dcr) | Lendorf             |
| Wallern               | 2 – 1           | Vorwärts Steyr      |
| Parndorf              | 2 – 7           | LASK                |
| Allerheiligen         | 0 – 3           | Kapfenberger        |
| Lafnitz               | 1 – 2           | Altach              |
| Blau-Weiß Linz        | 1 – 1 (4-5 dcr) | Wacker Innsbruck    |
| Weiz                  | 1 – 5           | Rapid Vienna        |
| Innsbruck             | 0 – 15          | Ried                |
| Amstetten             | 3 – 2 (dts)     | Kottingbrunn        |
| Horn                  | 2 – 0           | Ritzing             |
| Oberwart              | 0 – 3           | Austria Vienna      |
| Sollenau              | 0 – 3           | Mattersburg         |
| Kremser SC            | 8 – 1           | Trausdorf           |
| 18 luglio 2015        |                 |                     |
| Union Gurten          | 1 – 0           | Grödig              |
| Ebreichsdorf          | 4 – 0           | Red Star Penzing    |
| Leobendorf            | 0 – 0 (4-5 dcr) | Wiener SK           |
| Stadl-Paura           | 1 – 5           | WSG Swarovski Tirol |
| Neumarkt              | 0 – 3           | Hard                |
| Bregenz               | 0 – 1           | Wels                |
| Golling               | 0 – 6           | Floridsdorfer       |
| Deutschlandsberger SC | 0 – 7           | Salisburgo          |
| St. Johann            | 4 – 0           | Kitzbühel           |
| Höchst                | 1 – 2           | Seekirchen          |
| Dornbirn              | 0 – 2           | St. Pölten          |
| Eugendorf             | 2 – 4 (dts)     | Austria Salisburgo  |
| Schwechat             | 1 – 1 (2-4 dcr) | Admira Wacker M.    |
| Hartberg              | 0 – 6           | Sturm Graz          |
| 19 luglio 2015        |                 |                     |
| Annabichler           | 1 – 4           | Stadlau             |
| Reichenau             | 1 – 4           | Austria Klagenfurt  |
| Lankowitz             | 3 – 1           | Austria Lustenau    |
| Köttmannsdorf         | 0 – 6           | Wolfsberger         |

## Secondo turno
| Squadra 1           | Risultato       | Squadra 2          |
| ------------------- | --------------- | ------------------ |
| 22 settembre 2015   |                 |                    |
| Lankowitz           | 0 – 5           | Austria Salisburgo |
| Horn                | 2 – 3 (dts)     | Salisburgo         |
| Kremser SC          | 3 – 5 (dts)     | Wacker Innsbruck   |
| Union Gurten        | 1 – 3           | Mattersburg        |
| Wiener SK           | 0 – 3           | Altach             |
| Ebreichsdorf        | 3 – 1           | Wiener Neustadt    |
| Hard                | 1 – 4           | St. Pölten         |
| WSG Swarovski Tirol | 0 – 0 (6-5 dcr) | Kapfenberger       |
| St. Johann          | 1 – 1 (4-5 dcr) | LASK               |
| Seekirchen          | 0 – 7           | Sturm Graz         |
| Stadlau             | 2 – 1 (dts)     | Austria Klagenfurt |
| Lankowitz           | 1 – 0           | Floridsdorfer      |
| 23 settembre 2015   |                 |                    |
| Amstetten           | 1 – 1 (3-4 dcr) | Rapid Vienna       |
| Wallern             | 2 – 2 (2-4 dcr) | Admira Wacker M.   |
| Wels                | 0 – 7           | Austria Vienna     |
| Ried                | 0 – 0 (5-3 dcr) | Wolfsberger        |

## Ottavi di finale
| Squadra 1           | Risultato | Squadra 2          |
| ------------------- | --------- | ------------------ |
| 27 ottobre 2015     |           |                    |
| Stadlau             | 0 – 3     | St. Pölten         |
| Lankowitz           | 0 – 1     | Admira Wacker M.   |
| Salisburgo          | 4 – 2     | Ried               |
| Ebreichsdorf        | 2 – 3     | Sturm Graz         |
| Wacker Innsbruck    | 0 – 2     | LASK               |
| 28 ottobre 2015     |           |                    |
| WSG Swarovski Tirol | 0 – 2     | Mattersburg        |
| Rapid Vienna        | 5 – 1     | Austria Salisburgo |
| 4 novembre 2015     |           |                    |
| Austria Vienna      | 2 – 1     | Altach             |

## Quarti di finale
| Squadra 1        | Risultato | Squadra 2        |
| ---------------- | --------- | ---------------- |
| 9 febbraio 2016  |           |                  |
| Mattersburg      | 1 – 2     | St. Pölten       |
| Austria Vienna   | 1 – 0     | LASK             |
| 10 febbraio 2016 |           |                  |
| Rapid Vienna     | 0 – 1     | Admira Wacker M. |
| Sturm Graz       | 0 – 1     | Salisburgo       |

## Semifinale
| Squadra 1        | Risultato | Squadra 2      |
| ---------------- | --------- | -------------- |
| 19 aprile 2016   |           |                |
| Admira Wacker M. | 2 – 1     | St. Pölten     |
| 20 aprile 2016   |           |                |
| Salisburgo       | 5 – 2     | Austria Vienna |

## Finale

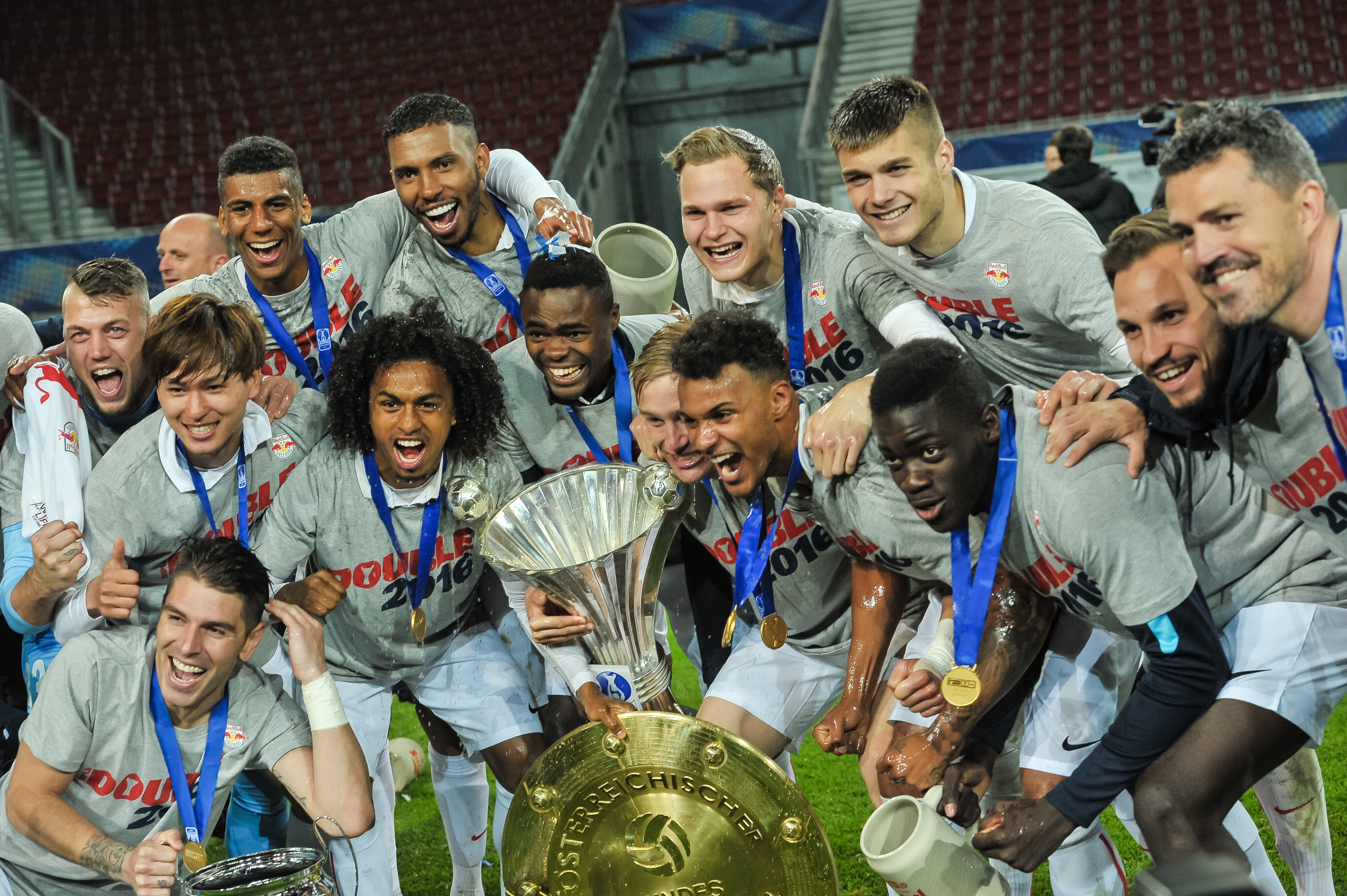
I giocatori del Salisburgo che festeggiano il trofeo

| Arbitro: | Schörgenhofer |

|  |           |                                                  |
|  | Marcatori | 7’, 65’, 86’ (rig.) Soriano 28’ Keïta 73’ Laimer |